# Голчув Јењиков
Голчув Јењиков (чеш. Golčův Jeníkov) град је у Чешкој Републици. Град се налази у управној јединици крај Височина, у оквиру којег припада округу Хавличкув Брод.

## Становништво
Према подацима о броју становника из 2014. године град је имао 2.656 становника.